# Стадіон Філіпополіса
42°08′51″ пн. ш. 24°44′53″ сх. д. / 42.1475679° пн. ш. 24.7480184° сх. д.
Стадіон Філіпополіса — стародавній римський стадіон Філіпополіса (сучасний Пловдив), побудований у 2 столітті нашої ери в період Римської імперії. Це одна з найбільших і найкраще збережених будівель часів Римської імперії на Балканському півострові. На момент будівництва стадіону Філіпополіс був столицею римської провінції Фракія.
Стадіон, приблизно 250 м завдовжки і 50 м завширшки, міг вмістити до 30 000 глядачів. Довжина траси становить один стадій – 625 римських футів або 600 грецьких футів, або приблизно 180 м. Сьогодні північна вигнута частина стадіону (сфендон) частково відреставрована і є однією з найвпізнаваніших пам’яток міста серед багатьох збережених будівель римських часів.

## Розташування

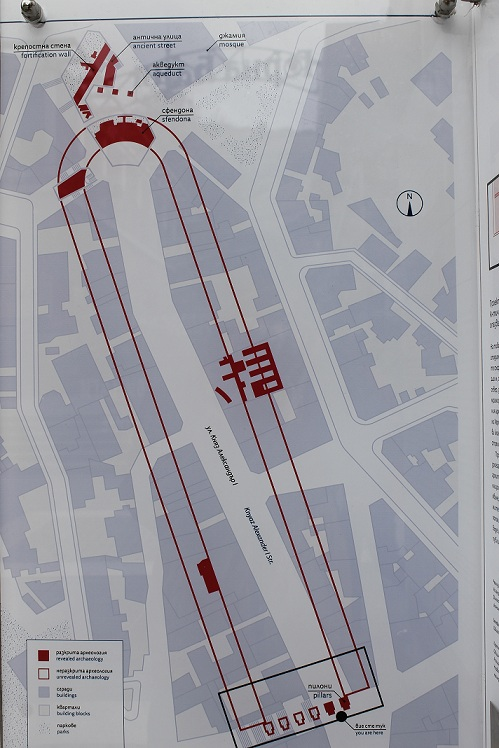
План стадіону та розкопки

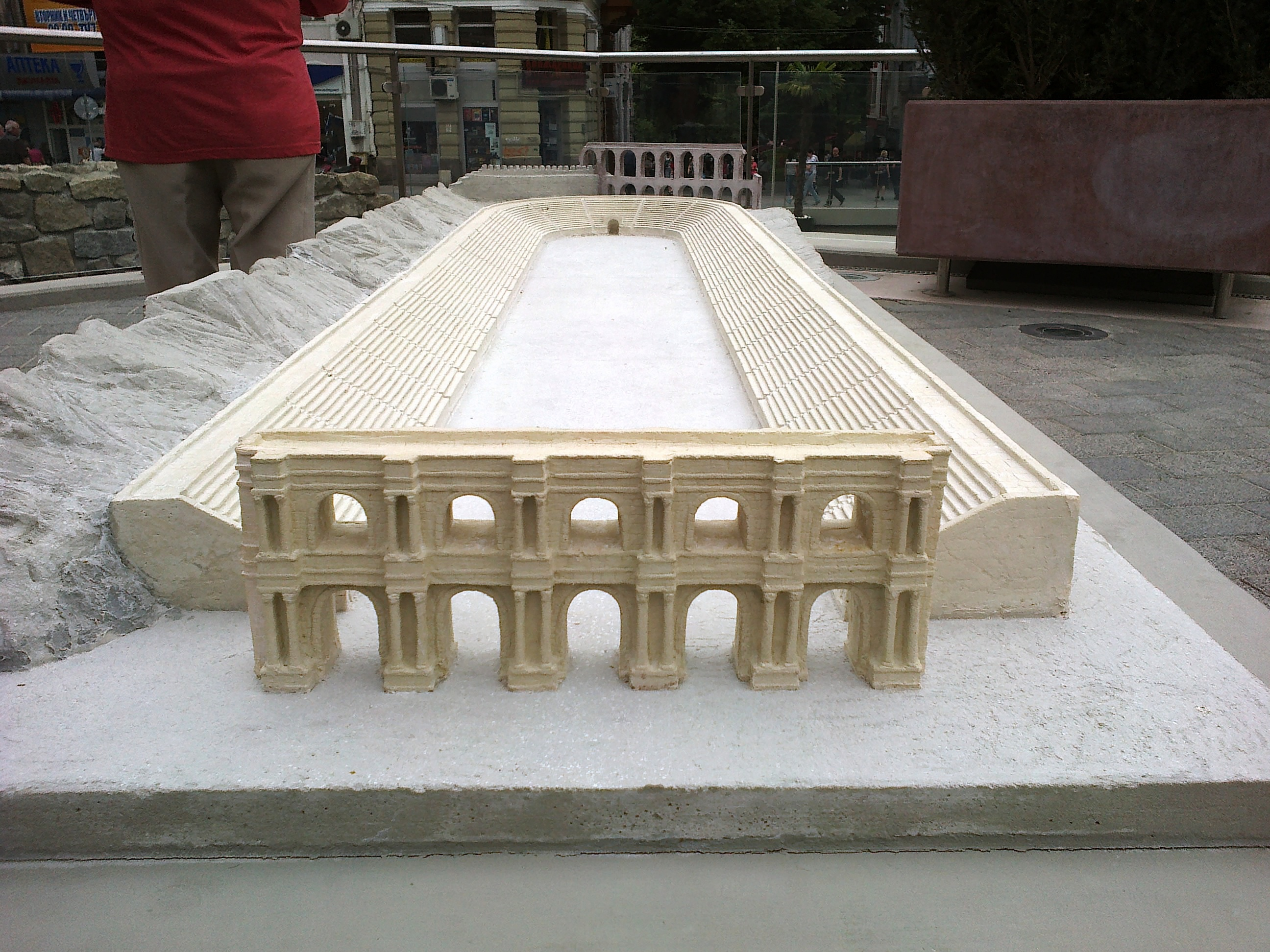
Модель стадіону в повний розмір

Сьогодні стадіон розташований у центрі Пловдива, під головною пішохідною вулицею. Північний кінець будівлі можна побачити на площі Джумаята. Більша частина все ще лежить під будівлями вздовж головної вулиці, ідучи на південь від видимої частини, де частини видно в підвалах кількох магазинів.
Незвично, що він був розташований всередині укріпленого міста поблизу стін (більшість стадіонів в інших місцях були розміщені поза стінами), на природній чашоподібній місцевості між Таксім-Тепе та Сахат-Тепе.

## Архітектура

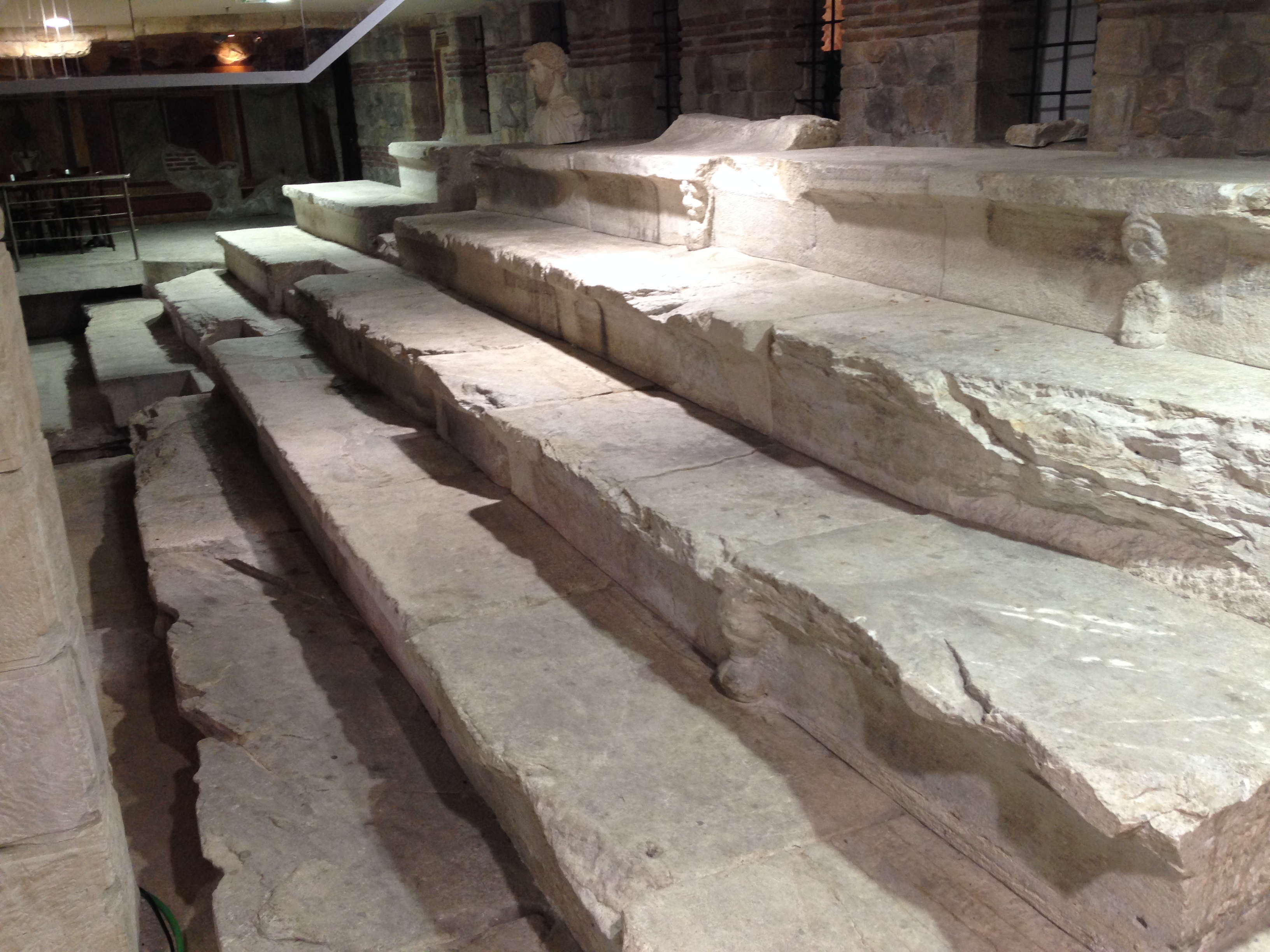
сторона стадіону в підвалі торгового центру

Стадіон був побудований на початку 2 століття нашої ери під час правління імператора Адріана (117–138).  
Глядачі крісла розташовані в 14 рядів, перетинаються ступінчастими проходами вниз до траси. Сидіння виготовлені з масивних мармурових блоків (40 см заввишки і 75 см завширшки). Лави прикрашені стилізованими лапами лева. Передня частина нижнього ряду облицьована масивними мармуровими 1,80-метровими плитами (ортостатами) на масивних мармурових блоках. Сидіння з найвищого ряду мали спинки.
Як і інші імперські будівлі для видовищних заходів, на стадіоні були свої почесні місця (лат. ima cavea) з написами в мармурових блоках. Знайдено крісла з грецькими написами, що доводять наявність спеціальних місць для представників вищих державних посад.
Зовнішні стіни кавеї побудовані з гранітних тесенів, місцями позначені літерами. Архітектурні мармурові елементи входу та ортостатів на першому ряду були перев’язані один до одного металевими скобами. Головний південний вхід на стадіон утворений мурованими стовпами, прикрашеними мармуровими пілястрами та рельєфами. На пілястрах розміщені бюсти Гермеса з нагородними вазами, прикрашеними пальметами, розміщеними над ними, у супроводі атрибутів бога Геракла – його шкури лева, палиці та сагайдака. Перед входом виявлено гранітне покриття, що складається з шестигранних блоків – 0,70 на 0,70 м по діагоналі.
Північна вигнута частина стадіону знаходиться на площі Джумая. Також критий склепінчастий прохід під багатоярусними рядами сидінь (cavea) з’єднує доріжку із зовнішньою римською дорогою поруч із міськими стінами.
У 4 столітті нашої ери цю територію перетинав давньоримський акведук, опора арки якого збереглася.

## Ігри

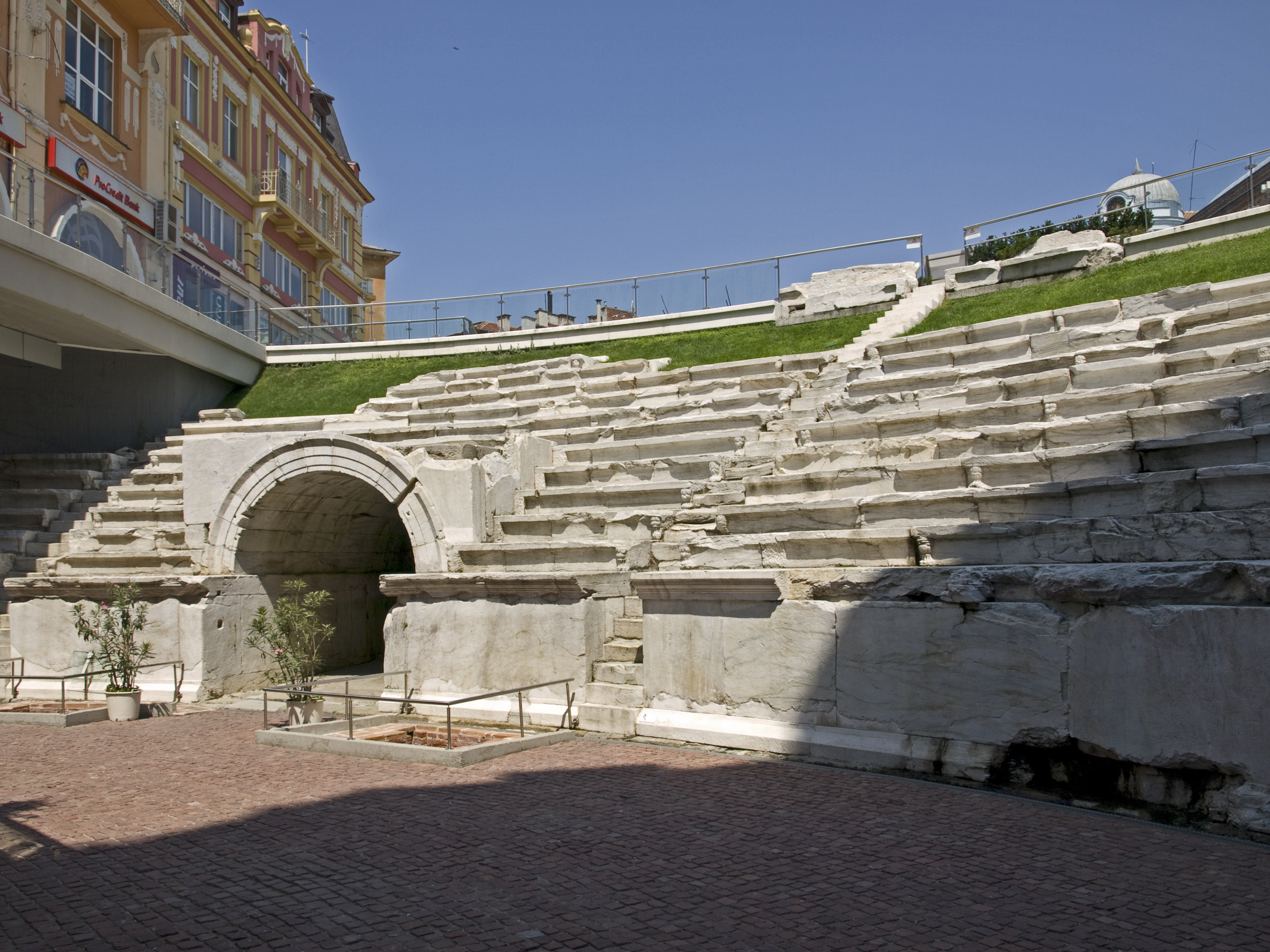
Вид з доріжки стадіону

За епіграфічними та нумізматичними пам’ятками в місті проводилися ігри, схожі на Піфійські ігри в Греції. На честь візиту римського імператора Каракалли (198–217) у 214 році ігри називалися «Олександрійськими», тоді як ігри для візиту його наступника Елагабала (218–222) у 218 р. називалися «Кедрісянськими іграми».
Ігри були організовані Генеральною асамблеєю провінції Фракія (лат. Thracia). На їх честь королівський монетний двір Тримонціум карбував гроші з зображенням обличчя правлячого імператора, а також видів спортивних заходів, що проводилися на старовинному стадіоні. Під час розкопок сфендону було знайдено мармурову плиту, яка доводить, що тут проводилися ігри на честь обожненого коханця імператора Адріана – Антиноя. Вотивна табличка, присвячена Антиноя, експонується у Пловдивському обласному археологічному музеї.
Спортсмени змагалися у двох вікових категоріях – чоловіки та юнаки. Головували на іграх агонотети (організатори спортивних заходів). Спортивні заходи зазвичай супроводжувалися музичними, поетичними та мистецькими конкурсами.

## Реставрація та консервація
Стадіон був відкритий у 1923 році. Більш ґрунтовні розкопки провела приблизно півстоліття по тому археолог Лілія Ботушарова.
У 1995 році стадіон був занесений до культурної цінності національного значення.

У 2010–2013 роках територія навколо стадіону була додатково відремонтована.

Реставрація стадіону (1970-ті)
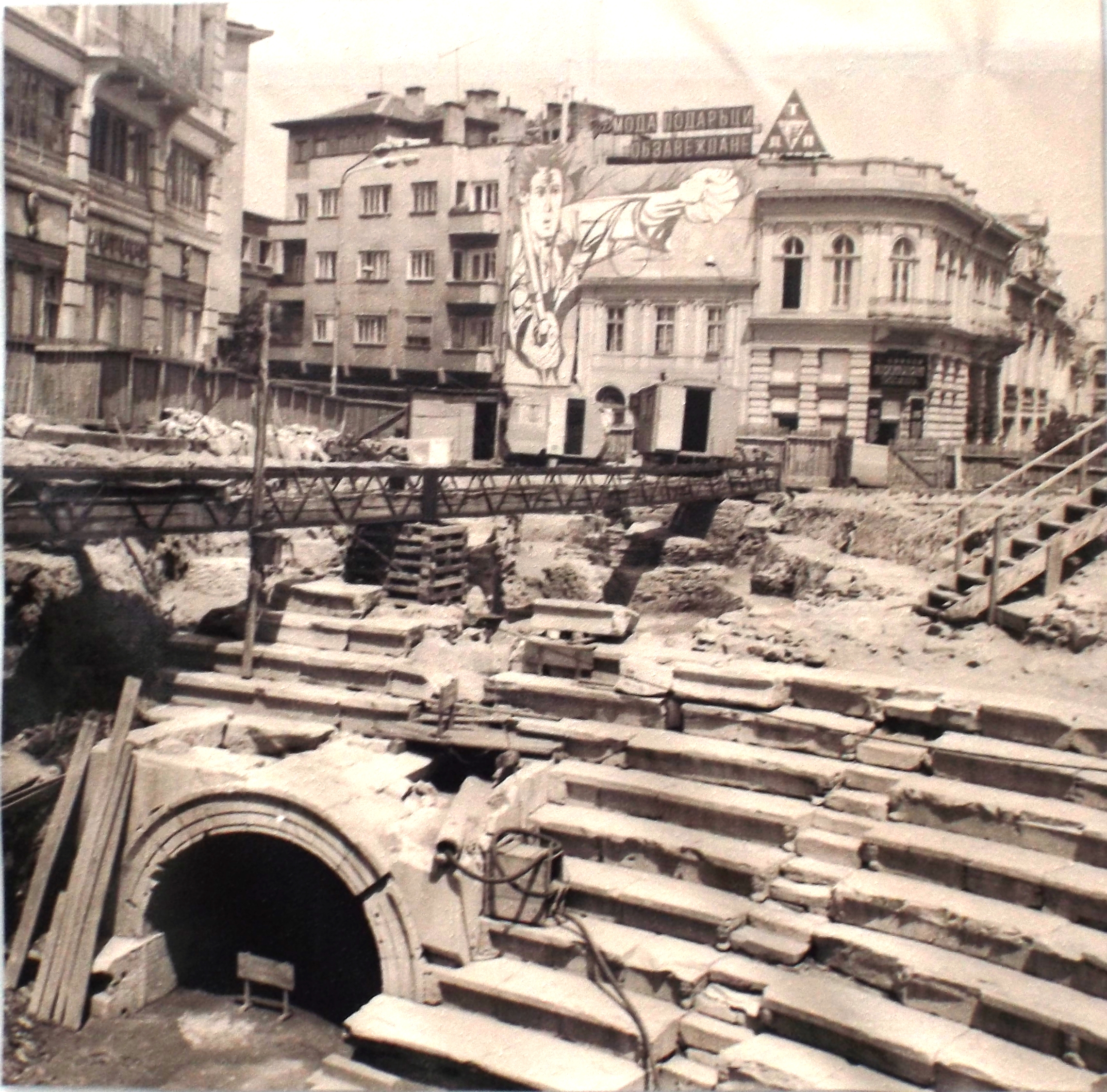
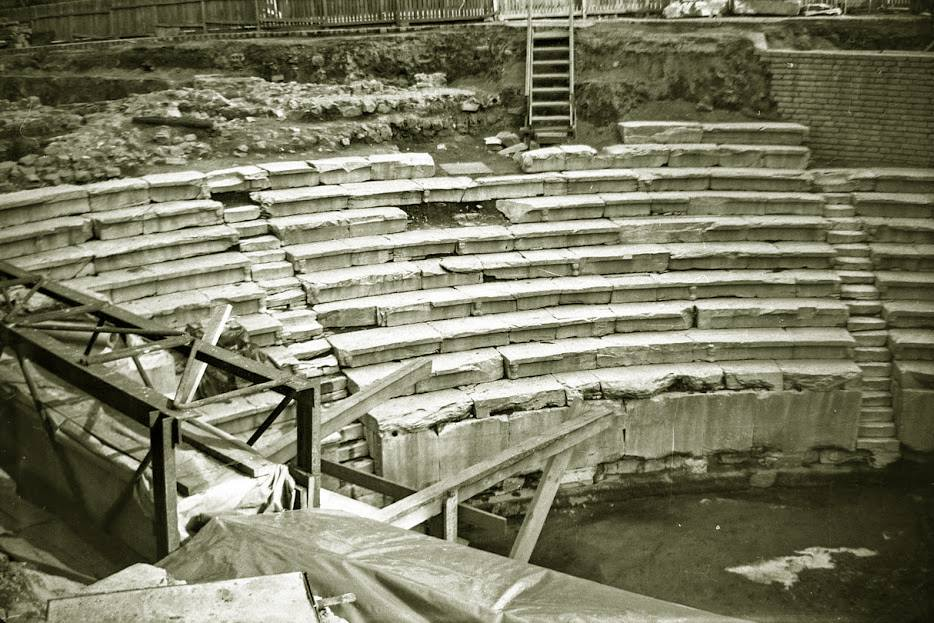
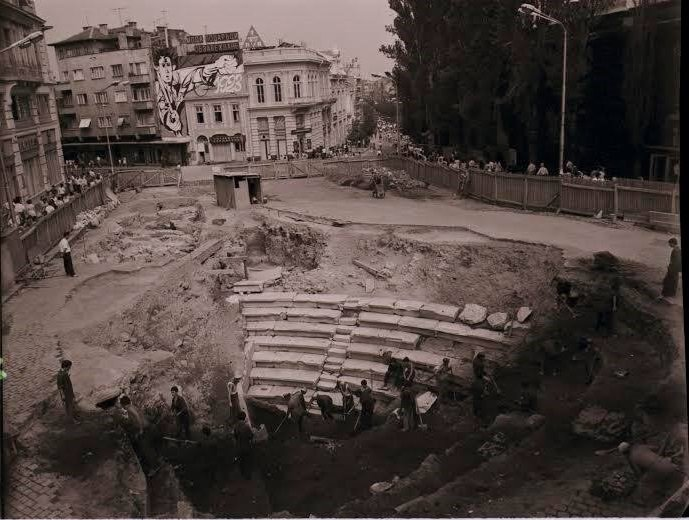

## Галерея

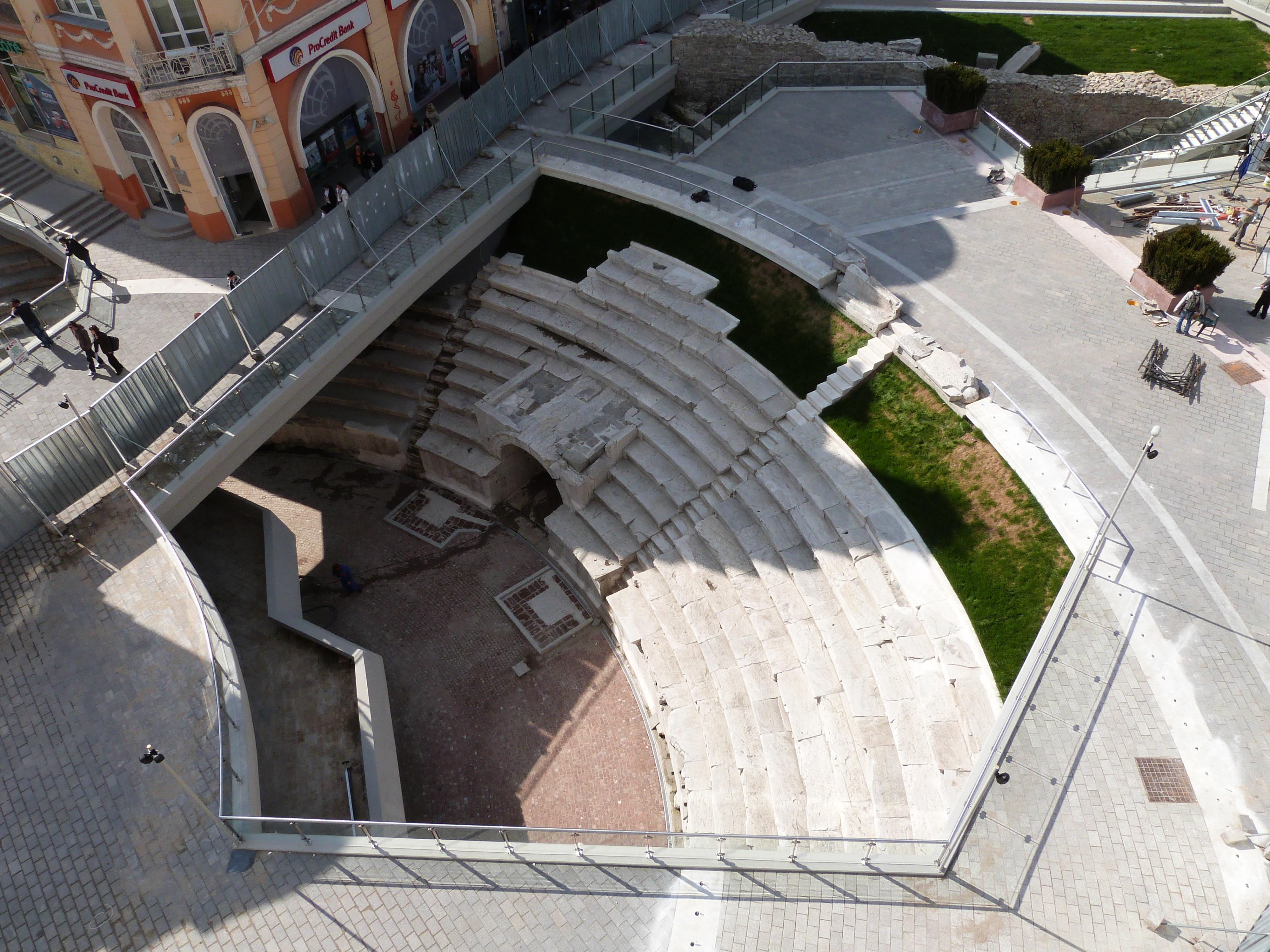
Джумая площа і залишки сфендону – вид зверху
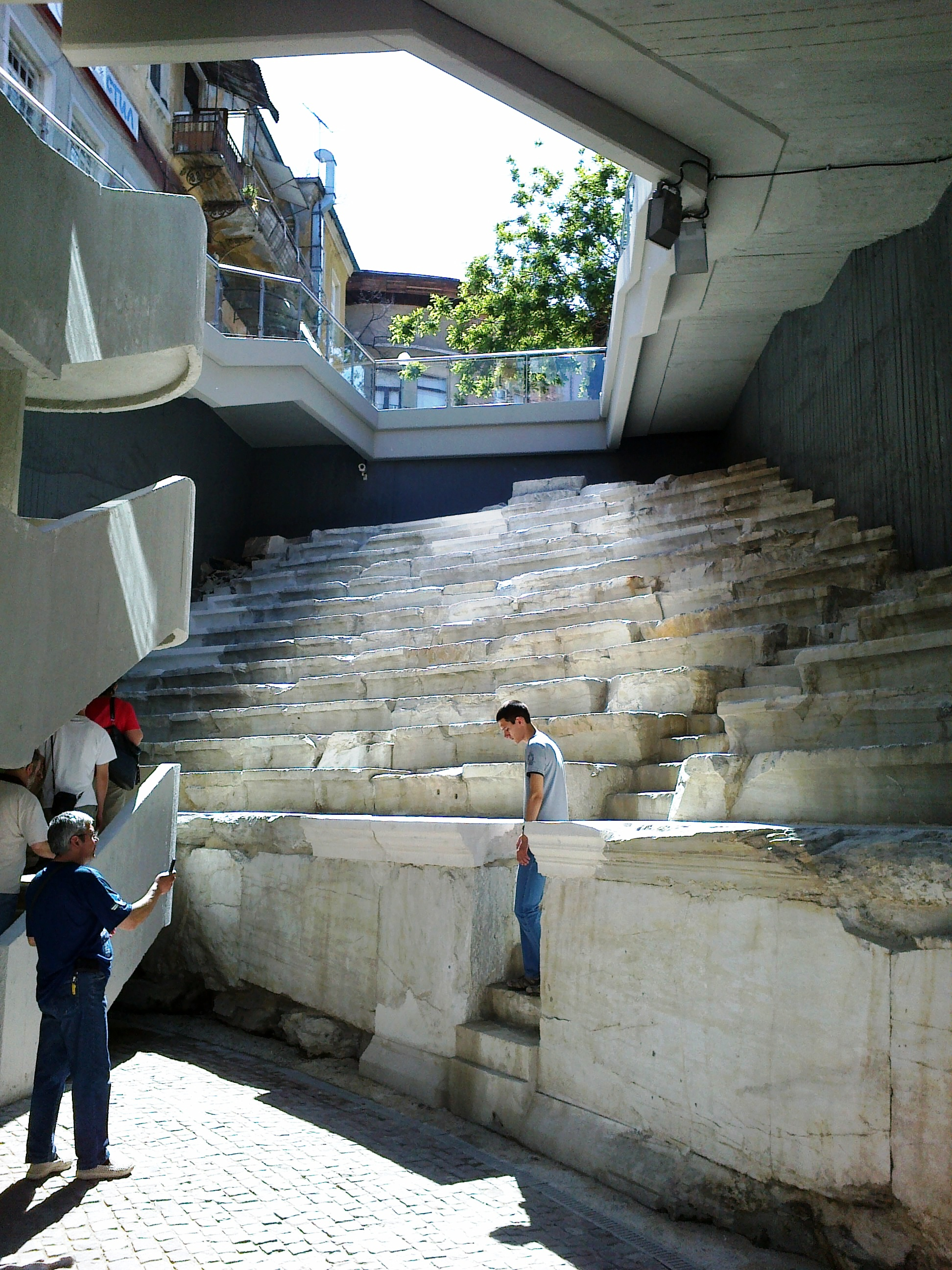
Частина сфендону
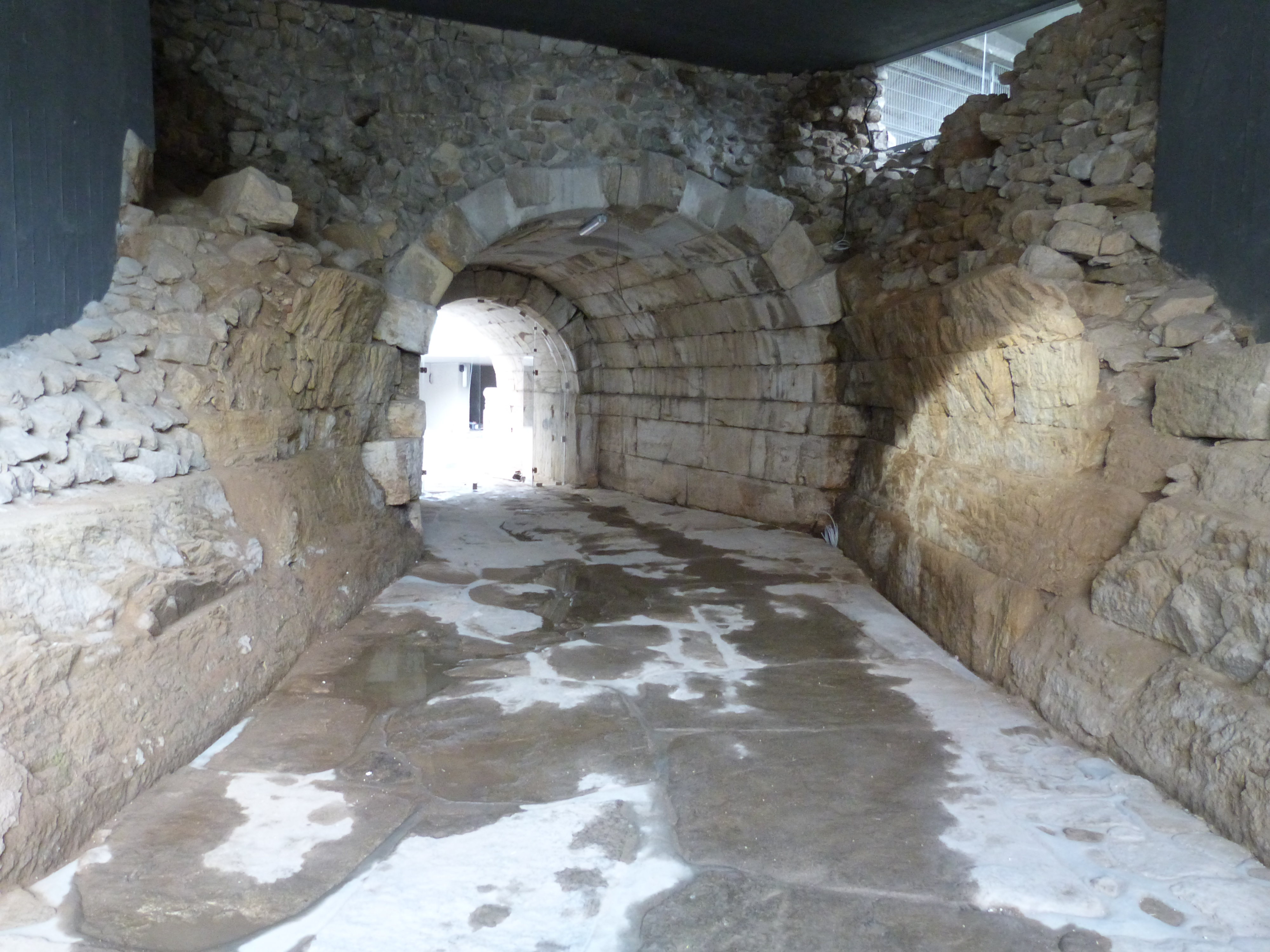
Склепінчастий проїзд-вулиця під сфендоном
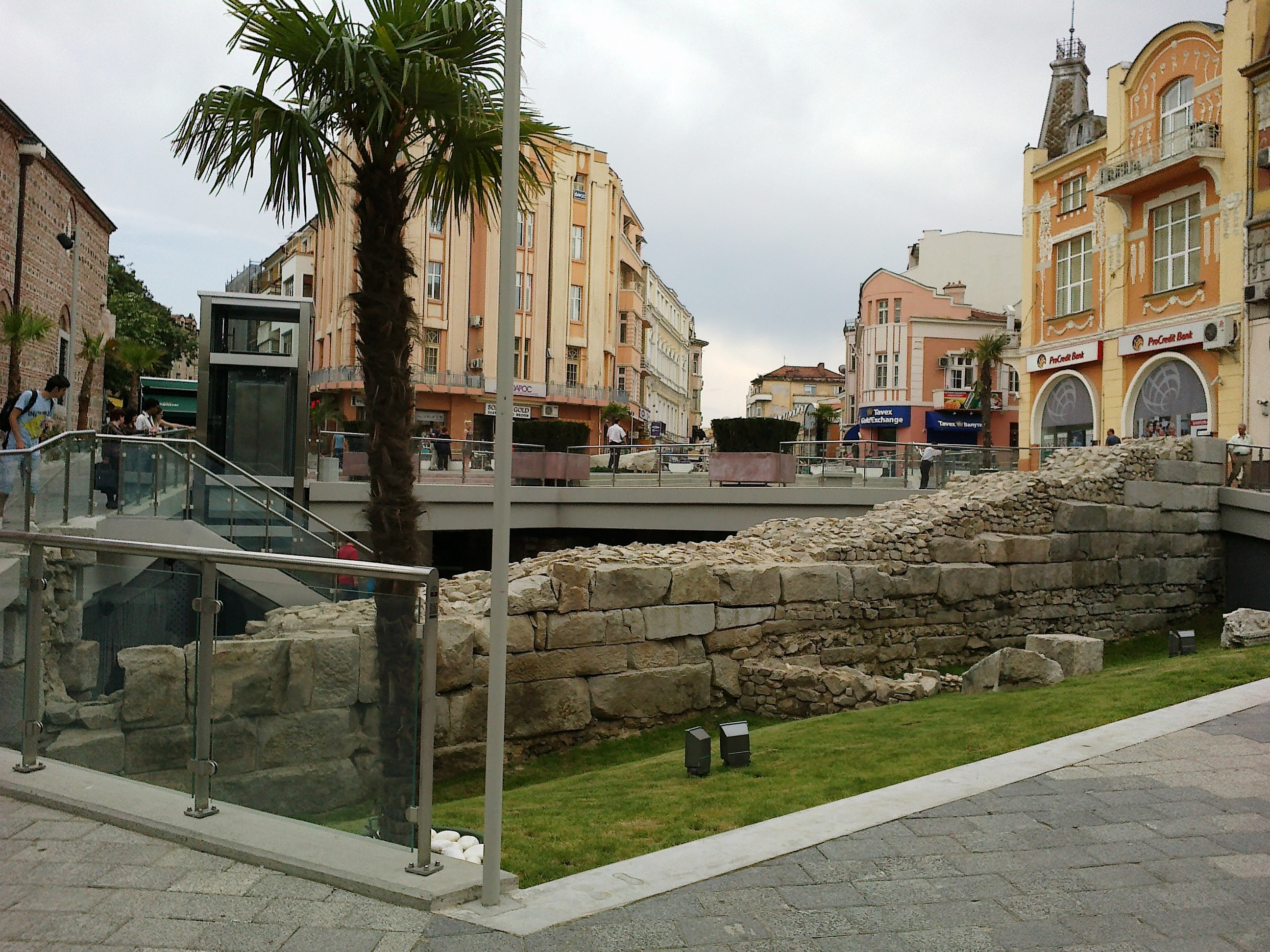
Площа Джумая – вид з півночі на міську стіну та головну пішохідну вулицю
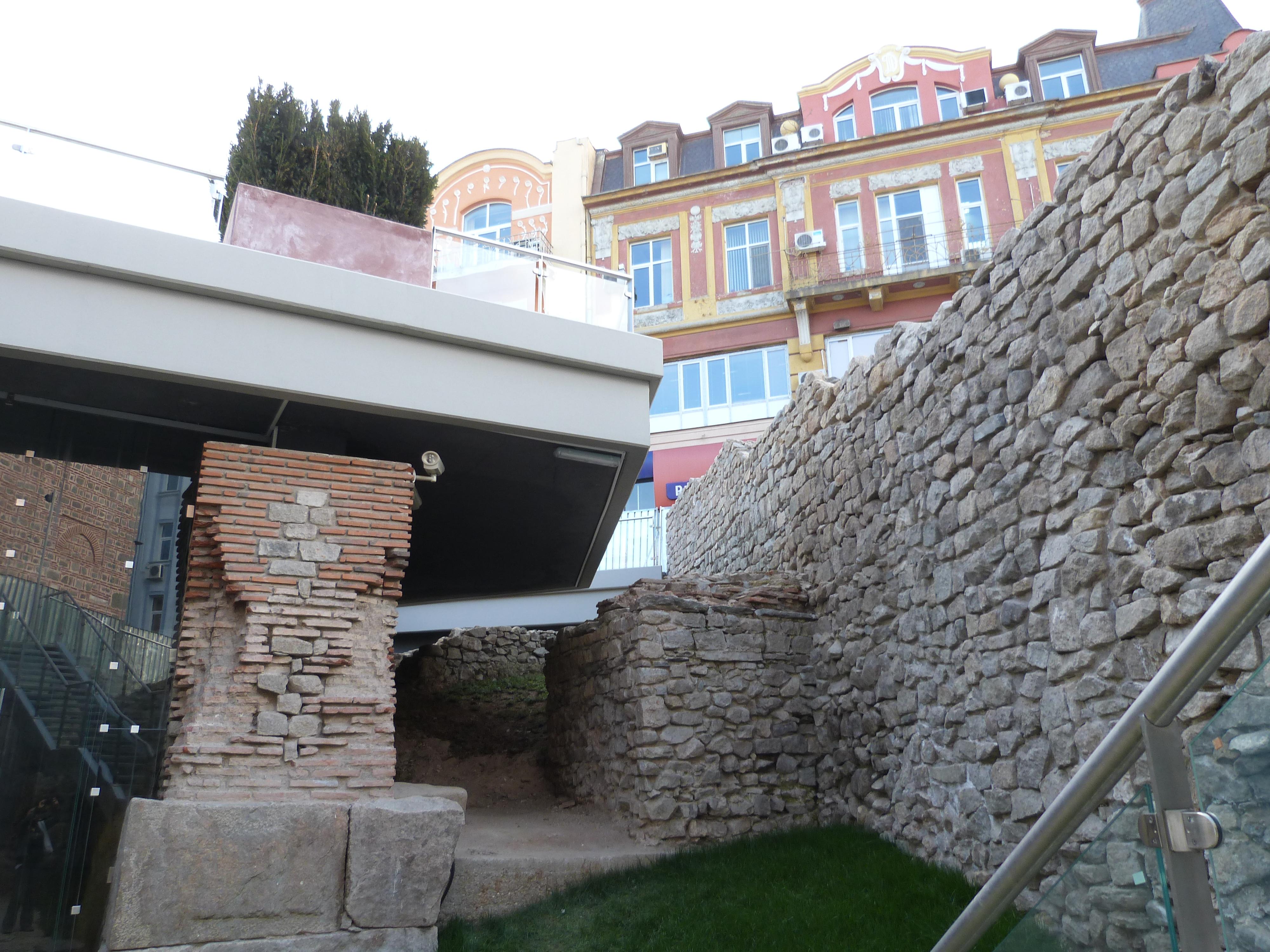
Стовпи акведука та фортифікаційна стіна
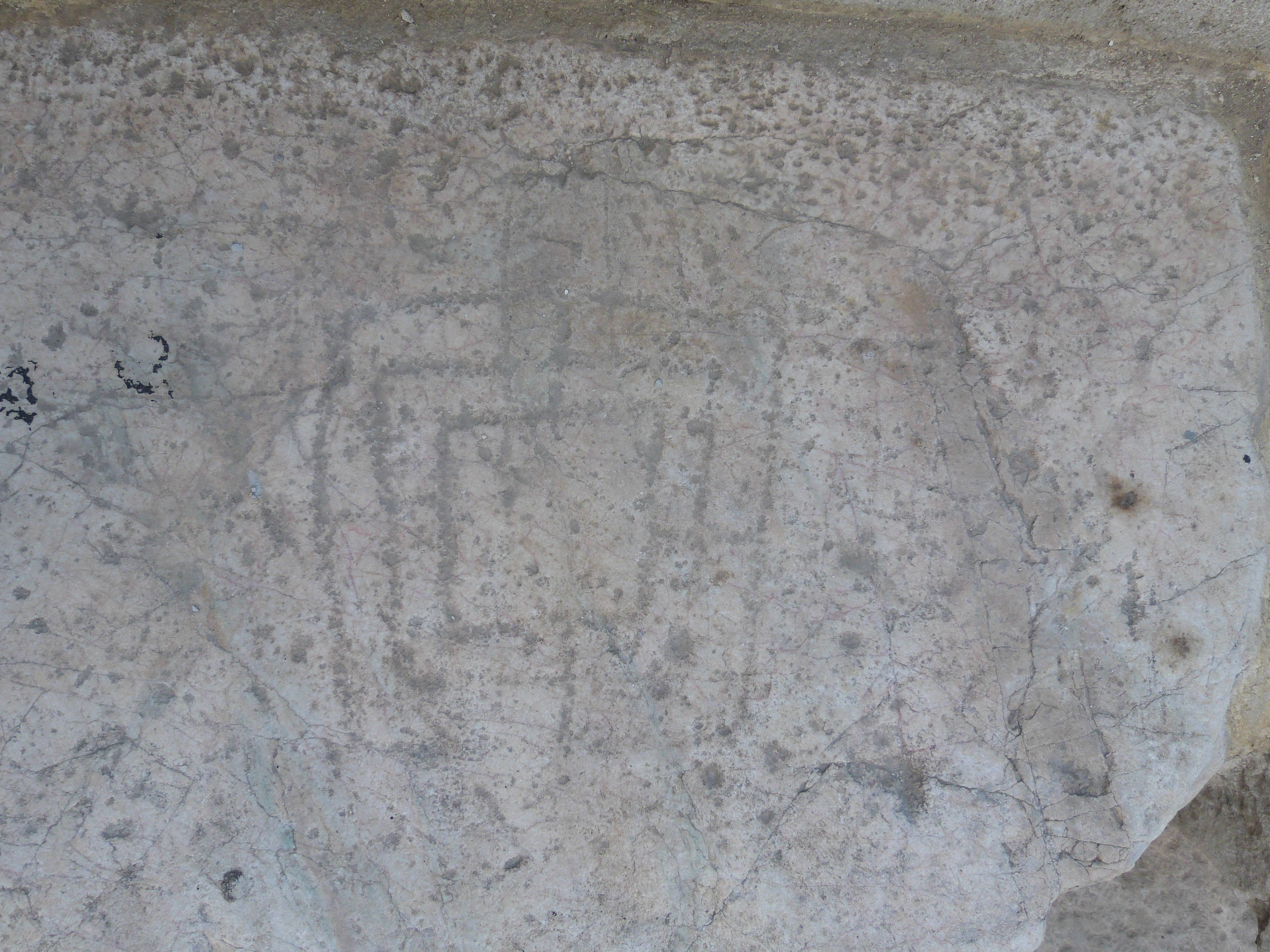
Деталь підписаного сидіння біля сфендона
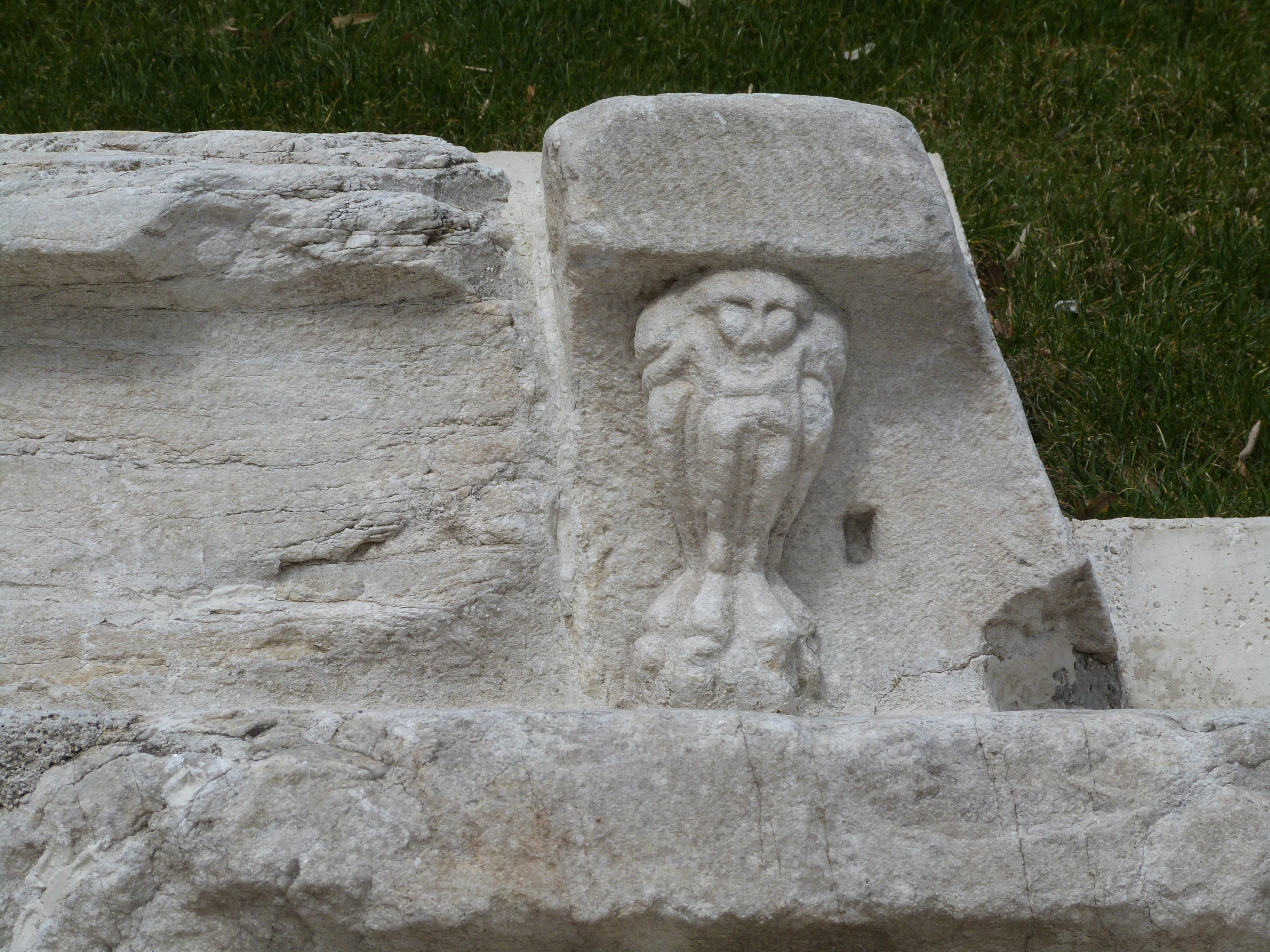
Деталь сидіння, прикрашеного лапою лева